# بطريق جنتو
بطريق جنتو (الاسم العلمي: Pygoscelis papua) هو نوع من فصيلة بطريق.
طيور بطريق جنتو لديها شريط أبيض واسع يمر عبر قمم رؤوسهم من عين واحدة إلى أخرى. لديهم منقار برتقالي مشرق للغاية. بل هي أكبر أعضاء الأسرة شديدة الذيل. يعيشون على العديد من الجزر في المنطقة القطبية الجنوبية ولكن المستعمرة الرئيسية على جزر فوكلاند. هناك حوالي 300،000 زوجا على الجزر. يعيشون في مستعمرات كبيرة للتكاثر ، أعشاشها موجودة على الشواطئ الصخرية. لكنهم  يفضلون المراعي الداخلية لبناء العش. يمكن أن تكون عدوانية جدا كلا الوالدين يرقد على البيض. يفقس البيض بعد 34 حتي 36 يوما إذا كان هناك الكثير من الغذاء،  وتفقس مجموعات مع الكتاكيت تسمى "crches". وتبقى في الأعشاش بينما الآباء يذهبون بحثا عن الغذاء. وبعد حوالي 80 إلى 100 يوم ينمو للكتاكيت  الريش  .
طيور البطريق جنتو طولها  حوالي 30 إلى 35 بوصة (75 إلى 95 سنتيمترا) و طوال القامة يأكلون في الغالب بعض الأسماك الصغيرة.

## الصور

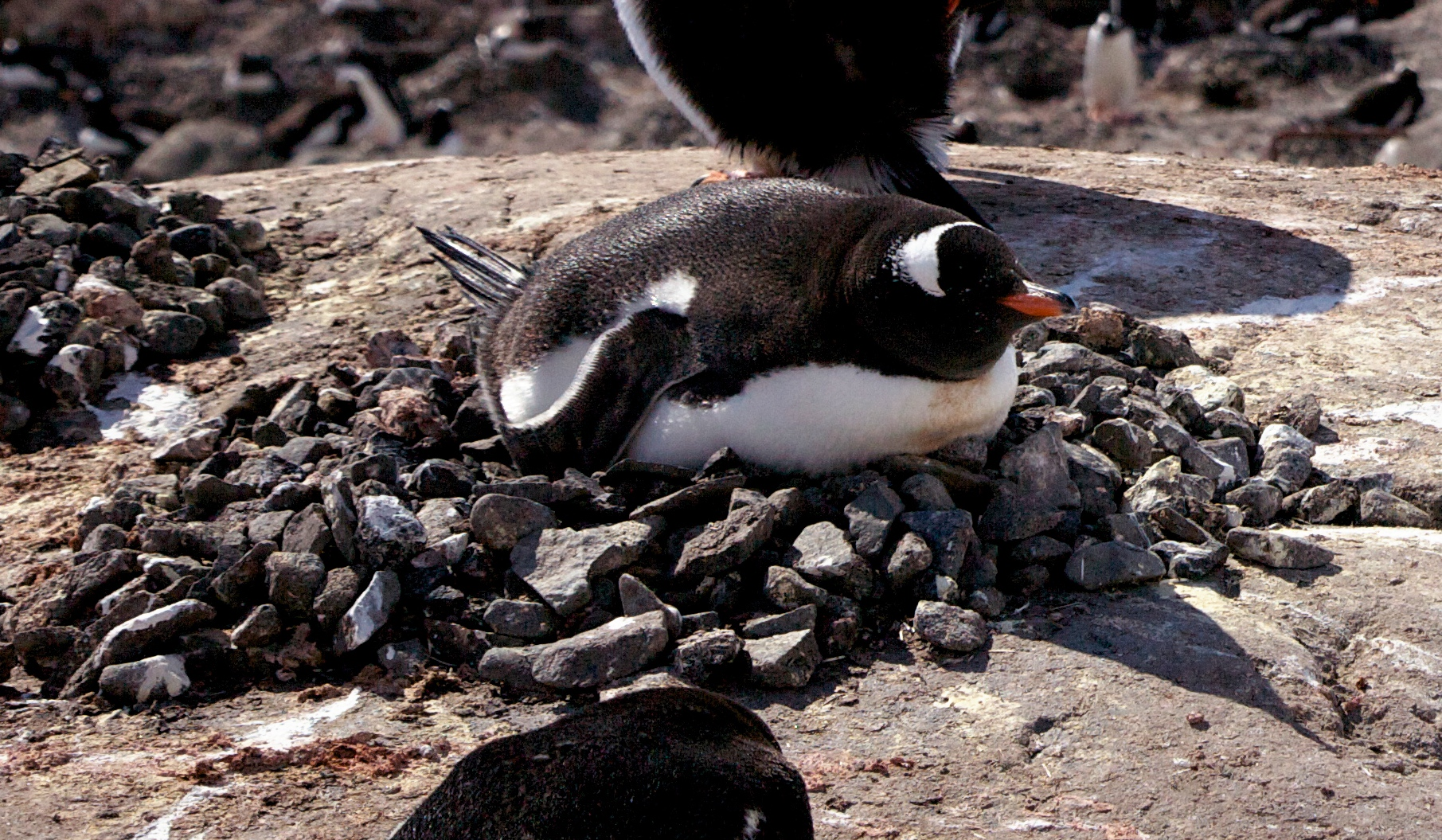
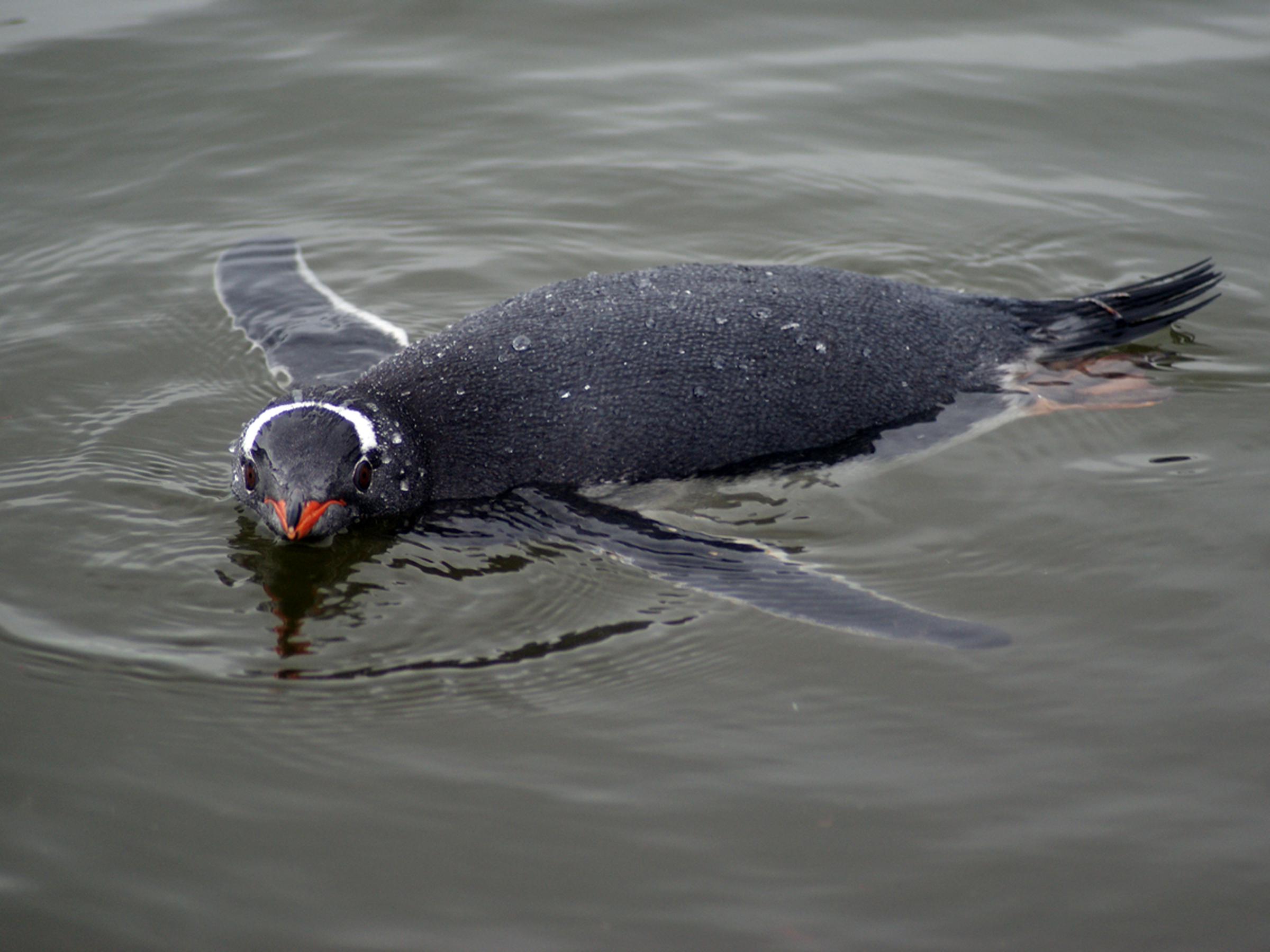
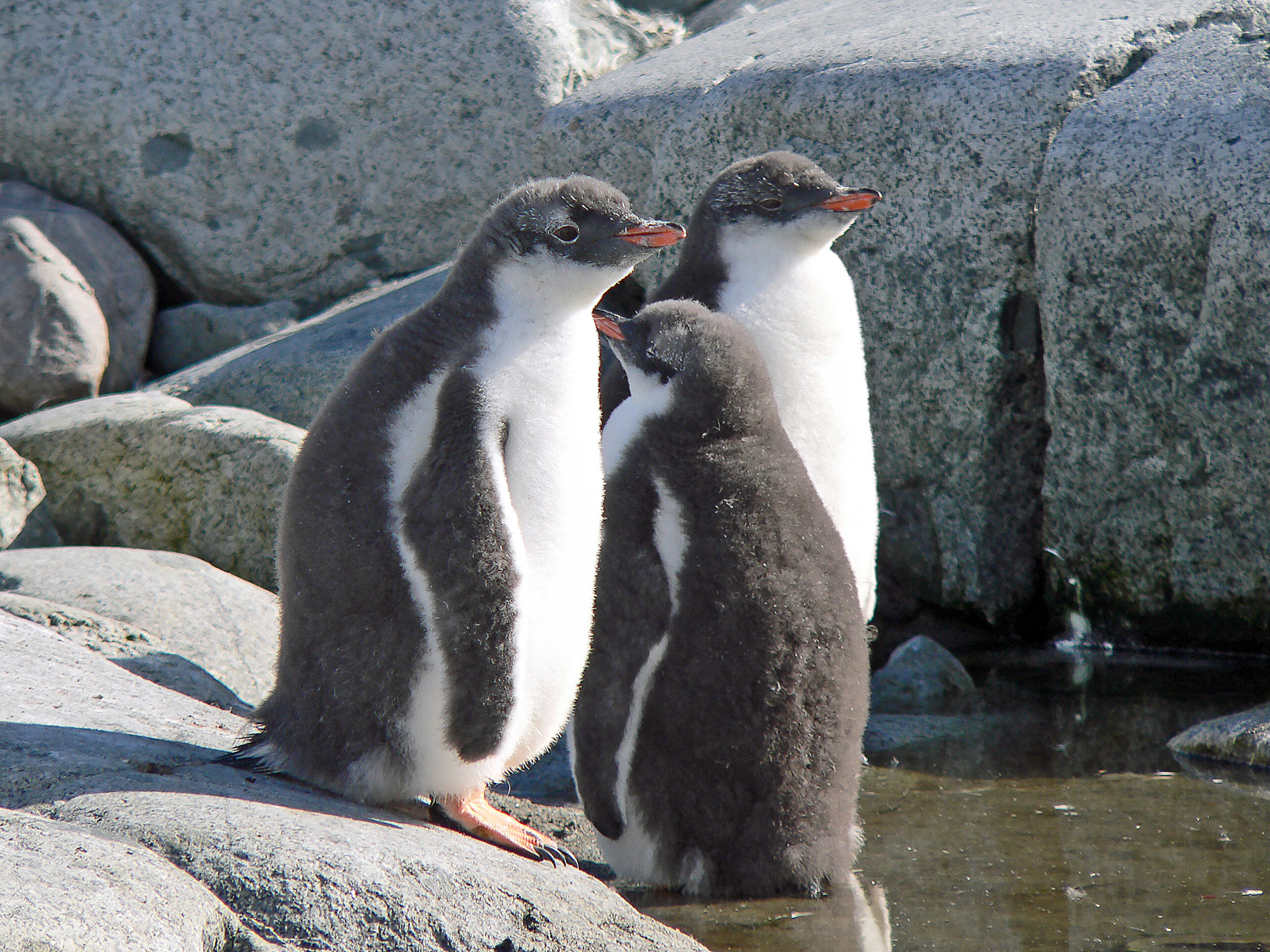
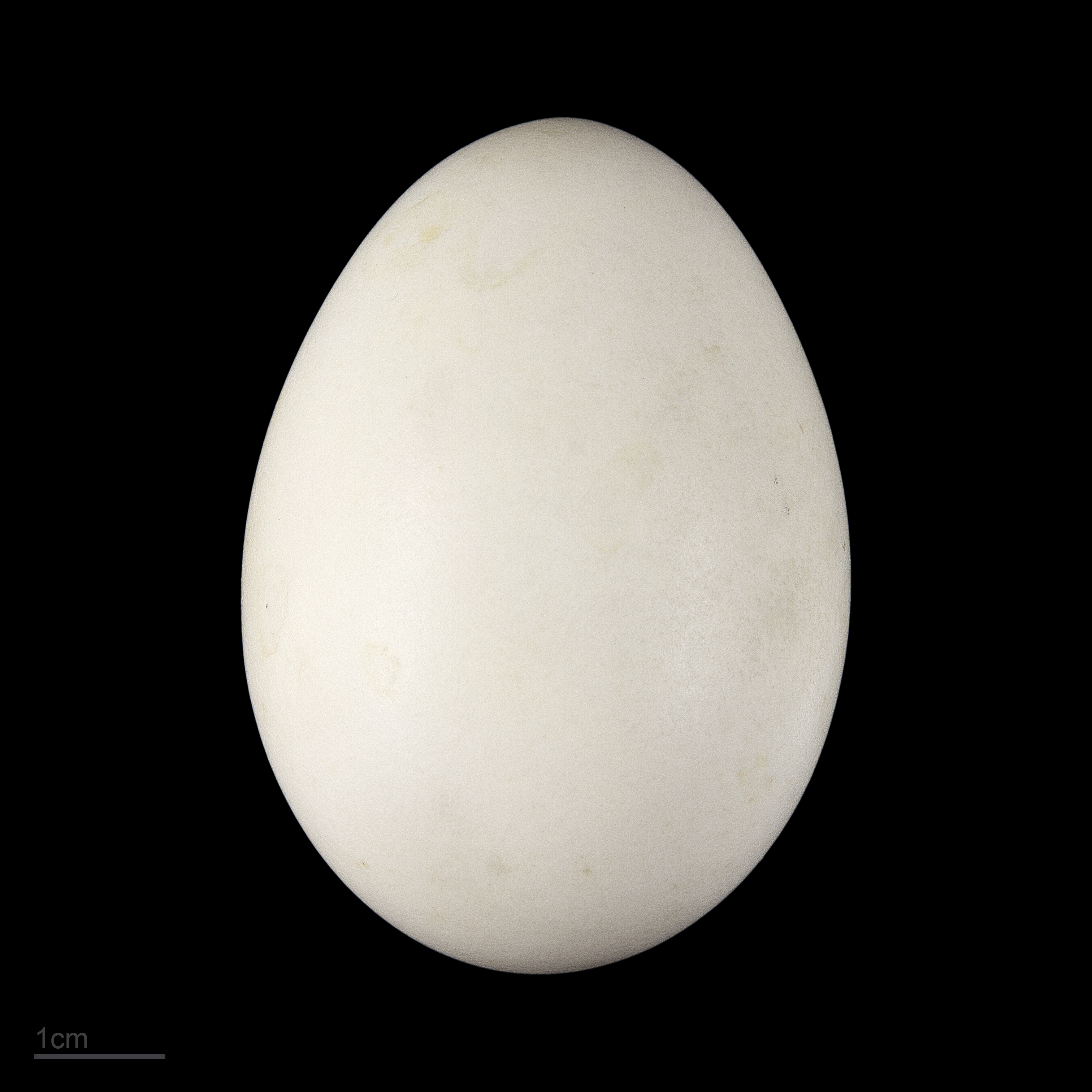
Museum specimen